# Villa Roma (Bordell)
Das Villa Roma in München ist ein Bordell im Norden des Stadtteils Schwabing. Es steht in einer sogenannten „Anbahnungszone“.

## Geschichte
Das Gebäude wurde Anfang der 1950er Jahre erbaut. 1997 wurde das Gebäude erworben und 1998 als Bordell eröffnet, obwohl die CSU und ein nahegelegener Autohändler dies zu verhindern versuchten. 2015 wurde für eine Werbekampagne die Pornodarstellerin Little Caprice gebucht.
Das Bordell diente mehrfach bei Dreharbeiten als Kulisse, so wurde es für die Serie SOKO München verwendet.

## Konzept
Das zweigeschossige Gebäude beherbergt einen Whirlpool, eine Lounge und einen Wintergarten. Die Räume sind nach verschiedenen Themen – Orient, Safari, viktorianisch – eingerichtet.